# (14388) 1990 QO5
A (14388) 1990 QO5 a Naprendszer kisbolygóövében található aszteroida. Henry E. Holt fedezte fel 1990. augusztus 29-én.

## Kapcsolódó szócikk
- Kisbolygók listája (14001–14500)